# 프리메르 아모르
《프리메르 아모르》(스페인어: Primer amor)은 2000년 방영된 멕시코의 텔레노벨라이다.